# Santa Rosa de Ocopa (distrito)
Santa Rosa de Ocopa é um distrito da província de Concepción, localizado do Departamento de Junín, Peru.

## Transporte
O distrito de Santa Rosa de Ocopa é servido pela seguinte rodovia:
- PE-5SB, que liga a cidade de Satipo ao distrito de Concepción[2][3][4]